# Lagasz

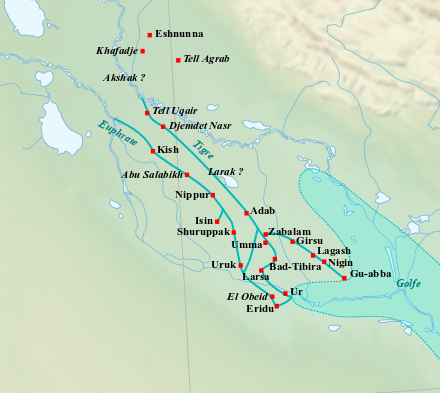
Mapa z zaznaczonym położeniem najważniejszych miast Sumeru w okresie wczesnodynastycznym (ok. 2900-2350 p.n.e.).

Lagasz (sum. lagaški) – starożytne miasto-państwo założone przez Sumerów w południowej Mezopotamii; obecnie stanowisko archeologiczne Tell al-Hiba w Iraku.
Zostało zasiedlone w IV tysiącleciu p.n.e. W drugiej połowie III tysiąclecia p.n.e. był to ważny ośrodek polityczny i kulturalny Sumerów. Po upadku miasto-państwo odrodziło się za rządów Gudei (2144–2124 p.n.e), stając się głównym ośrodkiem sumeryjskim, później utraciło jednak znaczenie. W latach 1877–1933 prowadzono w nim (z przerwami) wykopaliska. Władzy miasta Lagasz podlegał również port morski w Eninkimarze nad Zatoką Perską.